# Trolejbusy w Lozannie

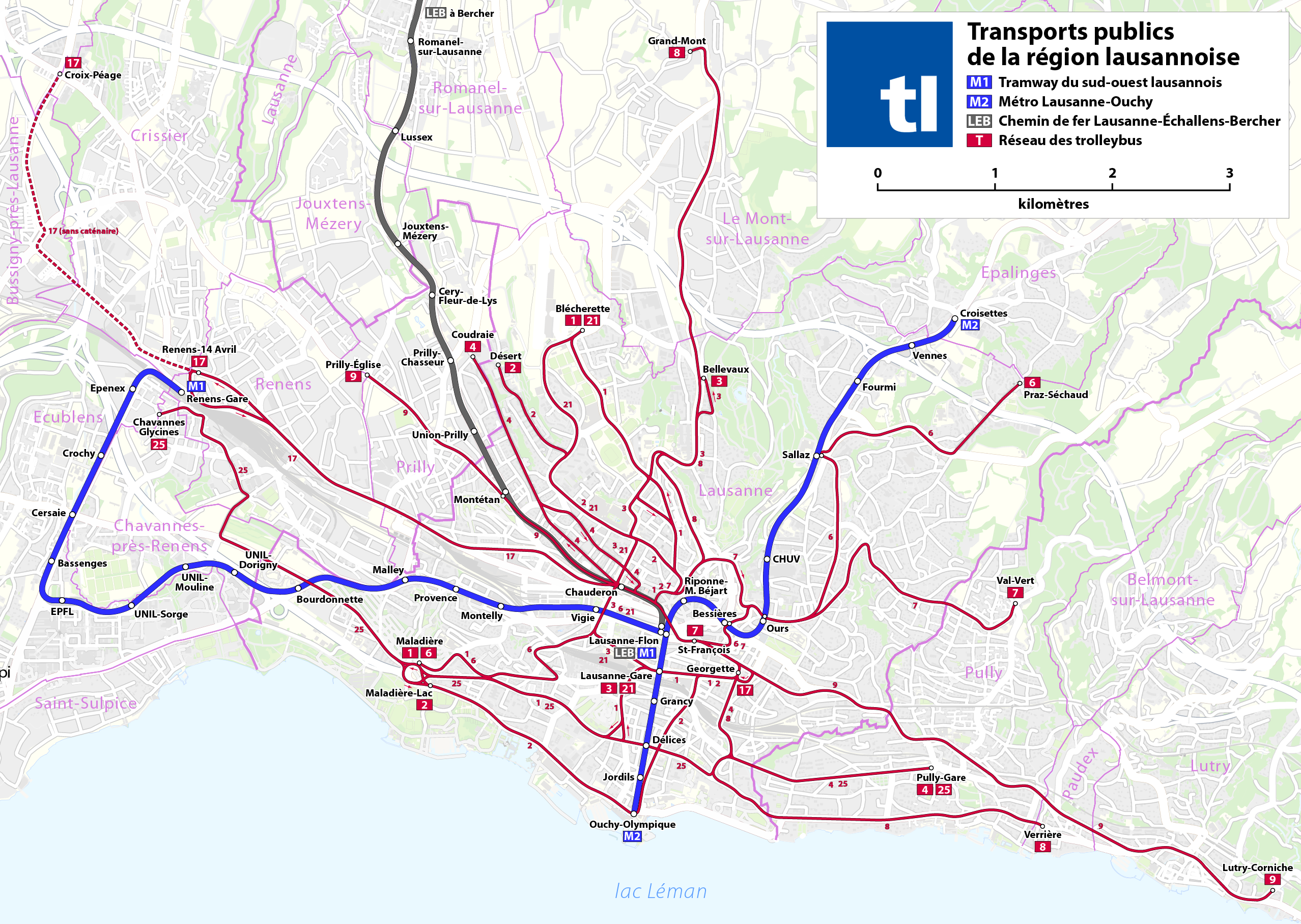

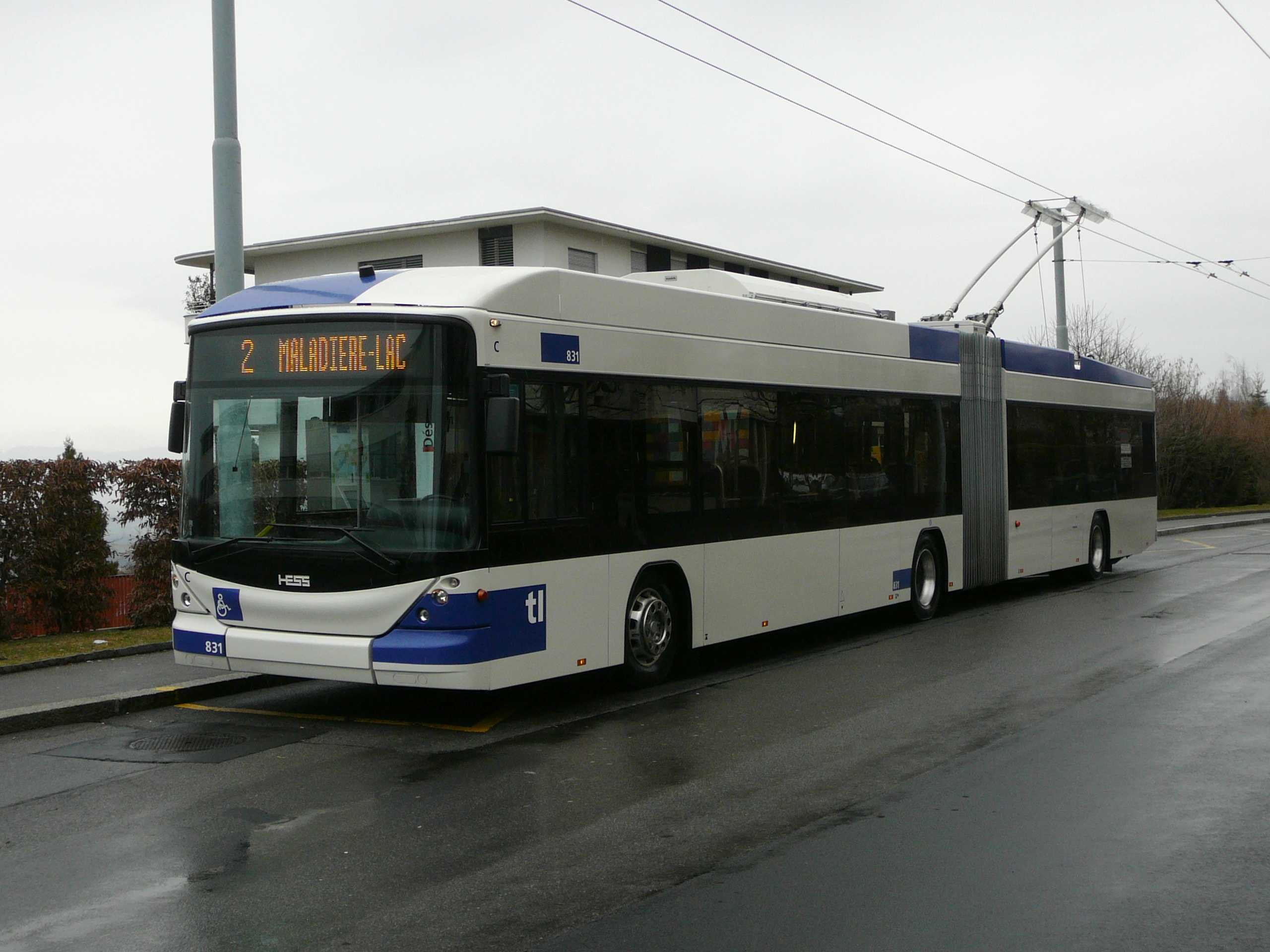
Trolejbus Hess/Vossloh-Kiepe w Lozannie

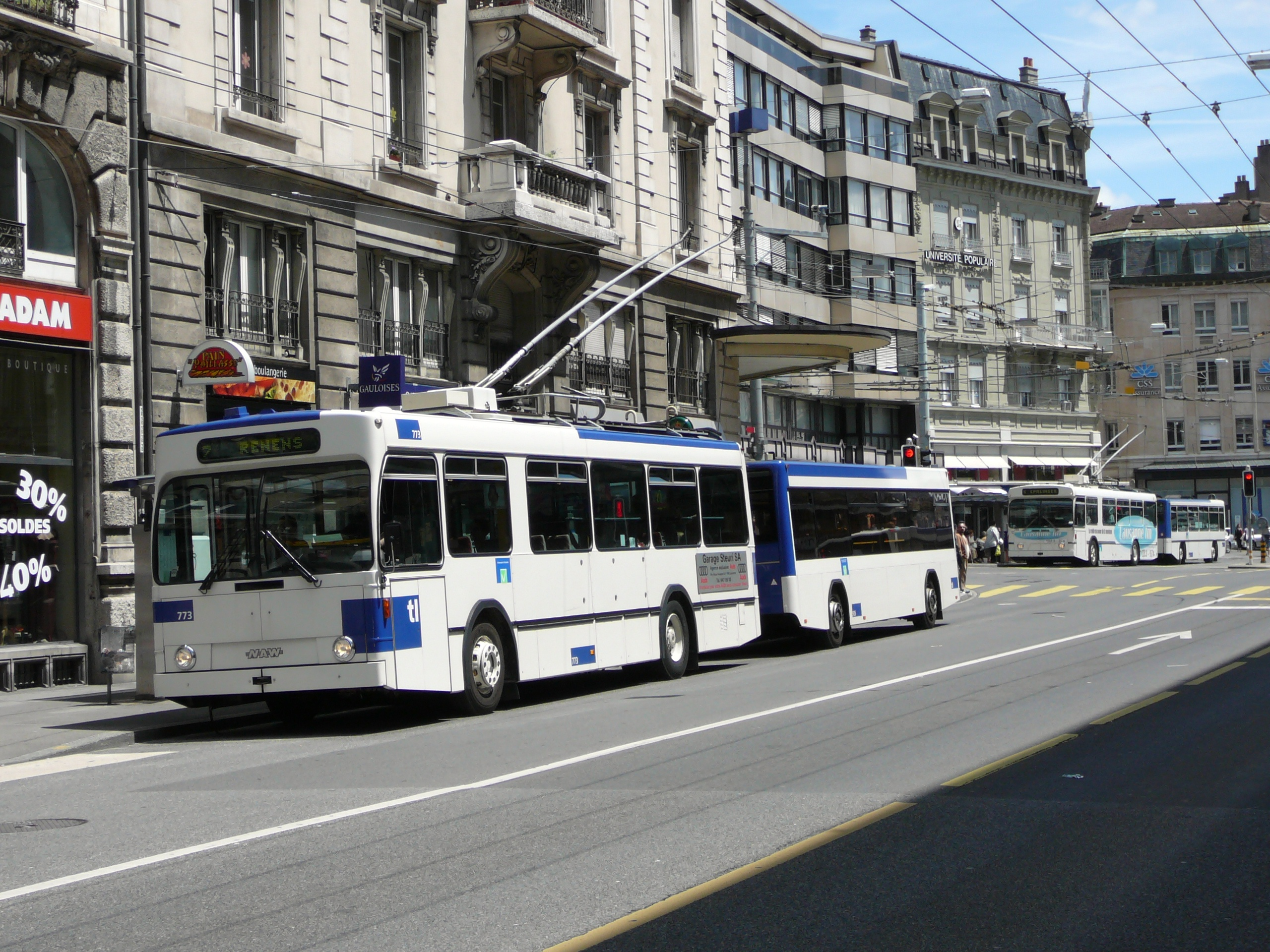
Trolejbus N.A.W. z doczepą Hess/Lanz+Marti

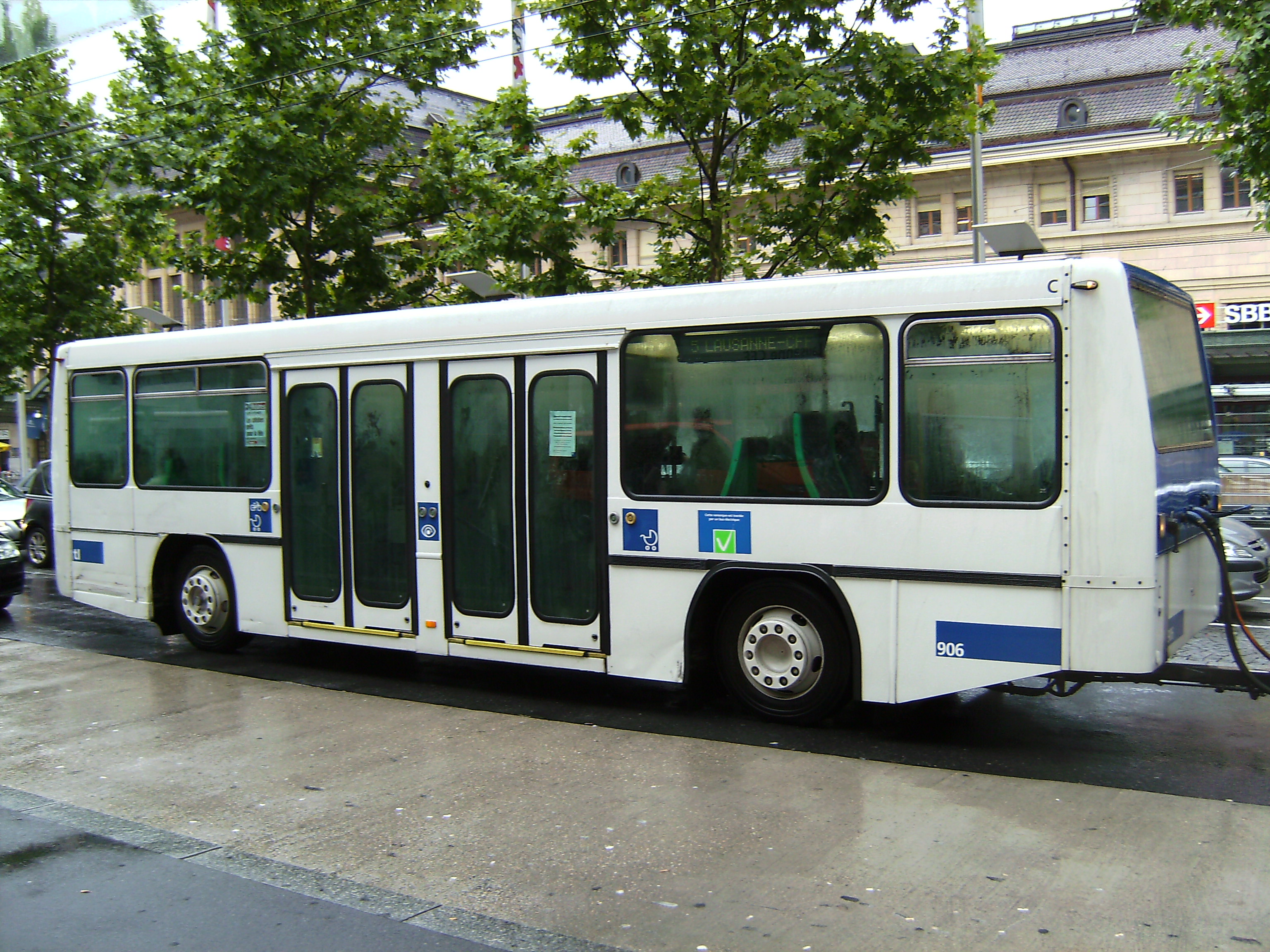
Doczepa trolejbusowa Hess/Lanz+Marti nr 906

Trolejbusy w Lozannie − system komunikacji trolejbusowej działający w szwajcarskim mieście Lozanna.

## Historia
Pierwszą linię trolejbusową o długości 1,5 km uruchomiono 2 października 1932 na trasie łączącej dworzec kolejowy z Ouchy. W latach 1938–1939 otwarto następujące trasy:
- St. Francois - Ouchy
- 20 czerwca 1938 do Port Pully
- 20 września 1938 do C.F. Ramuz
- linię nr 1 do Pontaise
- linię nr 2 z Maladière do Bergiere
- 15 maja 1939 linię nr 6 do Sallaz

9 kwietnia 1951 linię tramwajową do Montheron zlikwidowano zastępując ją linią trolejbusową. 7 stycznia 1964 uruchomiono linię trolejbusową nr 7 po trasie ostatniej zlikwidowanej dzień wcześniej linii tramwajowej nr 9. W 1964 w Lozannie istniało 10 linii trolejbusowych. 1 czerwca 1969 uruchomiono podmiejską linię trolejbusową do Le Chalet-à-Gobet. 3 czerwca 1973 linię nr 5 wydłużono do Epalinges. 1 czerwca 1975 linię nr 9 wydłużono do Lutry. 2 czerwca 1991 wybudowano przedłużenie do Bourdonnette po którym puszczono linię nr 2. Dzień później wydłużono linię nr 15 do Codraie.

## Linie
Obecnie w Lozannie jest 10 linii trolejbusowych:
- 1: Maladière - St-Francois - Blécherette
- 2: Maladière - Ouchy - St-Francois - Désert
- 3: Lausanne Gare CFF - Bellevaux
- 4: Pully-CFF - C.-F. Ramuz - St-Francois - Chauderon - Coudraie
- 6: Maladière - Chauderon - St-François - Sallaz
- 7: Val-Vert - St-Francois - Renens-14 Avril
- 8: Verrière - St-Francois - Bellevaux
- 9: Lutry-Corniche - Pully - St-Francois - Prilly-Eglise
- 21: Lausanne Gare CFF - Blécherette
- 25: Bourdonnette - Maladière - Montchoisi - Pully-Gare

## Tabor
W drugiej połowie lat 30. XX w. rozpoczęto eksploatację 35 trolejbusów o długości 9,35 m z 22 miejscami siedzącymi i 31 stojącymi, które pozostały w eksploatacji do 1976. W 1964 dwa z trzech trolejbusów z 1932 zostały przebudowane na techniczne. Jeden z nich zachował się do dzisiaj. W 1964 posiadano 106 trolejbusów o długości 12 m oraz 28 doczep do trolejbusów. W 1975 dotarło do Lozanny 18 krótkich trolejbusów oraz 54 z Zurychu i Genewy. Na koniec 1978 posiadano 112 trolejbusów. W latach 1982 i 1989 zakupiono 72 nowe trolejbusy. W 1999 do Lozanny dotarło 28 przegubowych trolejbusów Neoplan oraz 29 12 metrowych trolejbusów z lat 1964−1969. Trolejbusy Neoplan w 2010 sprzedano do Ploeszti. Obecnie w eksploatacji są 93 trolejbusy:
| Typ/producent                           | Rok produkcji | Liczba egzemplarzy/numery      | Uwagi                 |
| --------------------------------------- | ------------- | ------------------------------ | --------------------- |
| FBW 91T / FBW/Hess/SAAS                 | 1982−1983     | 6/721, 722, 732, 733, 739, 740 |                       |
| FBW-91 / FBW/Hess/SAAS                  | 1984          | 10/741−750                     |                       |
| NAW/Hess/SAAS                           | 1986          | 15/751−765                     |                       |
| N.A.W. / NAW/Hess/SAAS                  | 1989−1990     | 27/766−792                     |                       |
| Hess-Kiepe BGT-N2C / Hess/Vossloh-Kiepe | 2009−2010     | 35/831−865                     | trolejbusy przegubowe |

oraz 32 doczepy do trolejbusów:
| Producent       | Rok produkcji | Liczba egzemplarzy/numery | Uwagi |
| --------------- | ------------- | ------------------------- | ----- |
| Hess/Lanz+Marti | 1987−2007     | 31/901−930, 981           |       |
| Moser/Eggli     | 1963          | 1/933                     |       |